# Aleksander Szuyski
Aleksander Szuyski herbu Pogoń Ruska – podstarości brzeskolitewski w latach 1644–1652 i w 1636 roku, chorąży brzeskolitewski w latach 1643–1650, wojski brzeskolitewski w latach 1638-1643.
Poseł na sejm 1640, sejm 1641 roku, sejm 1646 roku.
Jako poseł brzeskolitewski na sejm konwokacyjny 1648 roku był członkiem konfederacji generalnej zawiązanej 31 lipca 1648 roku. W 1648 roku jako poseł na sejm elekcyjny 1648 roku z województwa brzeskolitewskiego był elektorem Jana II Kazimierza Wazy z województwa brzeskolitewskiego.